# Победнице европских првенстава у атлетици на отвореном — 35 километара ходање
Освајачице медаља на Европским првенствима у атлетици на отвореном у дисциплини ходања на 35 километара, која је у програму од Европског првенства у Минхену 2022., приказане су у следећој табели са постигнутим резултатима, рекордима и билансом освојених медаља по земљама. Резултати су приказани у формату сати:минути:секунде.

## Освајачице медаља на Европским првенствима на отвореном
| Европско првенство |                            | Резултат    |                          | Резултат |                              | Резултат |
| Минхен 2022 детаљи | Антигони Дрисбиоти · Грчка | 2:47:00 РЕП | Ракел Гонзалез · Шпанија | 2:49:10  | Викторија Мадарас · Мађарска | 2:49:58  |
| Бирмингем 2026     |                            |             |                          |          |                              |          |

### Биланс медаља екипно
Стање после ЕП 2022.
| #              | Држава         |   |   |   |   |
| -------------- | -------------- | - | - | - | - |
| 1.             | Грчка          | 1 | 0 | 0 | 1 |
| 2.             | Шпанија        | 0 | 1 | 0 | 1 |
| 3.             | Мађарска       | 0 | 0 | 1 | 1 |
| Укупно 3 земље | Укупно 3 земље | 1 | 1 | 1 | 3 |